# Siphonophora coatichira
Siphonophora coatichira är en mångfotingart som först beskrevs av Carl Graf Attems 1938.  Siphonophora coatichira ingår i släktet Siphonophora och familjen Siphonophoridae. Inga underarter finns listade i Catalogue of Life.